# Percy Alexander MacMahon
Pour les articles homonymes, voir MacMahon.
Percy Alexander MacMahon, né le 26 septembre 1854 à Sliema, Malte et mort le 25 décembre 1929 à Bognor Regis, Angleterre, est un mathématicien spécialisé dans l'application de l'analyse à la théorie des nombres, et particulièrement les partitions de nombres.

## Formation scolaire
MacMahon reçoit son éducation primaire à l'école des maîtres de Cheltenham. À quatorze ans, il bénéficie d'une bourse pour entrer au Cheltenham College, où il est interne du 10 février 1861 à fin décembre 1870. À seize ans, il passe avec succès le concours d'entrée de l’Académie royale militaire de Woolwich et en sort diplômé deux ans plus tard.

## Carrière militaire
Le 12 mars 1873, MacMahon était affecté à la 5e brigade du 1er régiment d'artillerie, stationné à Madras (Inde), avec rang provisoire de lieutenant. Les archives militaires montrent qu'en octobre 1873 il était versé à la 8e Brigade stationnée à Lucknow, mais MacMahon fut définitivement affecté au 1er régiment d'artillerie de Montagne, une composante du corps expéditionnaire du Pendjab stationné à Kohat à la frontière nord-ouest. Il fut nommé chef de batterie en second le 26 janvier et rejoignit son régiment le 25 février 1877. On peut lire dans Historical Record of the n°1 (Kohat) Mountain Battery, Punjab Frontier Force que le 9 août 1877, il fut démobilisé pour « maladie » et transféré sur Muree (ou Maree), une ville des bords de l’Indus au nord de Kohat. Le 22 décembre 1877, il recevait une permission de 18 mois pour convalescence en Europe (certificat médical GGO no 1144). On ne sait rien de la nature de sa maladie, car contrairement aux soldats, pour lesquels on dressait des certificats de dispense constituant une mine d'information, les officiers étaient simplement relevés temporairement de leur affectation sans autre formalité.
Le retour en Europe fut un tournant décisif dans la vie de P. McMahon, car s'il était resté en Inde, il ne fait aucun doute qu'il aurait été mobilisé dans la Seconde guerre anglo-afghane (1878-1880), conflit sanglant qui au bout de deux ans n'avait rien réglé, que ce soit militairement ou politiquement. Au début de 1878, en effet, MacMahon rentra en Angleterre et c'est ainsi que commence le concours de circonstances qui fera de lui, non un officier, mais un mathématicien. Les archives militaires indiquent qu'il est versé dans la 3e Brigade stationnée à Newbridge au début de 1878, où MacMahon est « officier surnuméraire » de mai 1878 à mars 1879.
En janvier 1879 MacMahon est versé dans la 9e Brigade basée à Douvres, puis transférée à Sheerness en 1880. Cette année-là, McMahon s'inscrit aux cours préparatoires des officiers supérieurs de l’artillerie (Advanced Class for Artillery Officers at Woolwich). Cette formation qui durait deux ans couvrait des sujets techniques et l'initiation à une langue étrangère. Les lettres “p.a.c” (passed advanced class) sont indiquées à côté du nom de MacMahon dans les archives militaires.
Ayant passé avec succès les épreuves de l’Advanced Course, il fut promu capitaine le 29 octobre 1881, et affecté comme officier-instructeur à la Royal Military Academy le 23 mars 1882. Là, il se lia avec le professeur de mathématiques, George Greenhill, affecté au Collège d’Artillerie. Joseph Larmor, dans une lettre adressée au quotidien The Times et publiée à la mort de MacMahon, rapporte à ce sujet que « le jeune capitaine se lança avec un zèle indomptable et une grande sûreté de jugement dans les grands problèmes de l’édifice encore en construction des formes algébriques, auxquels s'attelaient dans le même temps Cayley, Sylvester et Salmon. »
En 1891, MacMahon était chargé du cours d’« Électricité » au Royal Artillery College de Woolwich. Certaines sources (par ex. ses trois éloges funèbres) lui attribuent même le statut de « Professeur de Physique », ce qui ne peut être correct, puisque Greenhill occupa la chaire de physique jusqu'à son départ à la retraite.

## Le mathématicien
MacMahon, qui avait été élu Fellow de la Royal Society en 1890, prit sa retraite de l'armée en 1898.
Il fut récompensé de la Médaille royale par la Royal Society en 1900, puis de la Médaille Sylvester en 1919, et enfin de la Médaille De Morgan par la London Mathematical Society en 1923 (MacMahon avait été président de la London Mathematical Society de 1894 à 1896).
MacMahon est passé à la postérité pour ses travaux sur les fonctions symétriques et le dénombrement des partitions du plan. Son « Traité d’Analyse combinatoire » (Combinatory analysis) paru en deux volumes en 1915-1916, est le premier grand traité moderne consacré à cette branche des mathématiques et marque le renouveau de la discipline. Dans cette branche, son nom reste attaché au théorème principal de MacMahon (MacMahon's master theorem ou MMT).
MacMahon est enfin l'auteur de contributions originales aux mathématiques récréatives et il a breveté plusieurs casse-têtes.